# Chondrus
Chondrus é um género de algas vermelhas pluricelulares da família Gigartinaceae que contém 11 espécies validamente descritas. Entres as espécies deste géneros estão algumas das algas mais utilizadas na produção industrial de carragenina.

## Espécies
O género Chondrus contém 22 espécies validamente descritas:
- Chondrus armatus (Harvey) Okamura
- Chondrus canaliculatus (C.Agardh) Greville
- Chondrus crispus Stackhouse
- Chondrus elatus Holmes
- Chondrus giganteus Yendo
- Chondrus ocellatus Holmes
- Chondrus pinnulatus (Harvey) Okamura
- Chondrus uncialis Harvey & Bailey
- Chondrus verrucosus Mikami
- Chondrus yendoi Yamada & Mikami